# Mecolaesthus yawaperi
Mecolaesthus yawaperi là một loài nhện trong họ Pholcidae. Loài này được phát hiện ở Brasil.